# Digital Research, Inc

Digital Research

Digital Research, Inc. foi uma empresa norte-americana, fundada em 1974 por Gary Kildall, para desenvolver e comercializar o sistema operativo CP/M. A empresa, que foi adquirida em 1991 pela empresa de Software norte-americana Novell, também era conhecida por DR ou DRI. Originalmente tinha o nome Intergalactic Digital Research. 